# عشق می‌رود
| بررسی جمعی       | بررسی جمعی |
| منبع             | رتبه‌بندی   |
| ---------------- | ---------- |
| انی‌دیسنت‌میوزیک؟  | ۶٫۱/۱۰     |
| متاکریتیک        | ۶۴/۱۰۰     |
| بررسی انتقادی    |            |
| منبع             | رتبه‌بندی   |
| آل‌میوزیک         | [ ۲ ]      |
| کلش              | ۶/۱۰       |
| انترتینمنت ویکلی | B+         |
| گاردین           | [ ۹ ]      |
| ایندیپندنت       | [ ۹ ]      |
| ان‌ام‌ئی           | [ ۱۰ ]     |
| پیچفورک          | 6.1/10     |
| رولینگ استون     | [ ۱۲ ]     |

عشق می‌رود (انگلیسی: Love Goes) سومین آلبوم استودیویی از خواننده و ترانه‌نویس بریتانیایی سم اسمیت است که در ۳۰ اکتبر ۲۰۲۰ توسط کپیتال رکوردز منتشر شد. عنوان اصلی آلبوم برایش بمیرم بود و قرار بود در ژوئن ۲۰۲۰ منتشر شود اما به دلیل دنیاگیری کووید-۱۹ انتشار آن به تعویق انداخته شد. اسمیت همچنین احساس کرد که استفاده از کلمه «بمیرم» در عنوان آلبوم به دلیل آنچه که بسیاری از مردم آن را تجربه می‌کنند غیرقابل درک است.